# لگو بتمن ۳: ماورای گاتهام
«لگو بتمن ۳: ماورای گاتهام» (انگلیسی: Lego Batman 3: Beyond Gotham) یک بازی ویدئویی در سبک اکشن جهان باز است؛ که در سال ۲۰۱۴ و در پلت‌فرم‌های اکس‌باکس وان، پلی‌استیشن ۴، مایکروسافت ویندوز، پلی‌استیشن ۳، اکس‌باکس ۳۶۰، وی یو، پلی‌استیشن ویتا، نینتندو ۳دی‌اس، و آی‌اواس منتشر شده‌است.انتوان گریزمان در نقش سوپرمن صداپیشگی کرده است